# Persone di nome Anselmo
| Questa pagina contiene informazioni ricavate automaticamente dalle voci biografiche con l'ausilio del template Bio e di un bot. L'aggiornamento è periodico e automatico e ricostruisce completamente la pagina. Se manca una persona in questa lista, sei pregato di non aggiungerla, ma accertati piuttosto che la sua voce biografica contenga il template Bio e che i dati anagrafici siano correttamente compilati. Se il template Bio manca, inseriscilo tu stesso o, in alternativa, metti l'avviso {{tmp\|Bio}} che ne segnala la mancanza. Se i dati riportati sono sbagliati, correggi direttamente la voce biografica; le modifiche saranno visibili in questa lista entro pochi giorni. Per chiarimenti vedi il progetto antroponimi. La lista contiene solo le 96 persone che sono citate nell'enciclopedia e per le quali è stato implementato correttamente il template Bio. Pagina aggiornata al 6 giu 2025. |

Questa è una lista di persone presenti nell'enciclopedia che hanno il nome Anselmo, suddivise per attività principale.

## Abati(2)
- Anselmo di Nonantola, abate longobardo (Cividale del Friuli, n. 723 - Nonantola, † 803)
- Anselmo Catalán, abate spagnolo (Corella, n. 1878 - Perth, † 1959)

## Allenatori di calcio(3)
- Anselmo Fernández, allenatore di calcio e architetto portoghese (Lisbona, n. 1918 - Madrid, † 2000)
- Juninho, allenatore di calcio e ex calciatore brasiliano (Wenceslau Braz, n. 1982)
- Anselmo Pisa, allenatore di calcio e calciatore argentino (Buenos Aires, n. 1918 - Buenos Aires, † 1965)

## Anarchici(1)
- Anselmo Lorenzo, anarchico e sindacalista spagnolo (Toledo, n. 1841 - Barcellona, † 1914)

## Architetti(1)
- Anselmo Lurago, architetto italiano (Como, n. 1701 - Praga, † 1765)

## Arcivescovi(2)
- Anselmo II, arcivescovo italiano (Milano - Milano, † 896)
- Anselmo I di Milano, arcivescovo italiano (Milano - † 818)

## Arcivescovi cattolici(6)
- Anselmo III da Rho, arcivescovo cattolico italiano (Rho - Milano, † 1093)
- Anselmo IV da Bovisio, arcivescovo cattolico italiano (Bovisio Masciago - Costantinopoli, † 1101)
- Anselmo V Pusterla, arcivescovo cattolico italiano (Milano - Roma, † 1136)
- Anselmo da Havelberg, arcivescovo cattolico tedesco (Liegi, n. 1099 - Milano, † 1158)
- Anselmo Filippo Pecci, arcivescovo cattolico italiano (Tramutola, n. 1868 - Cava de' Tirreni, † 1950)
- Anselmo Guido Pecorari, arcivescovo cattolico italiano (Sermide, n. 1946)

## Artigiani(1)
- Anselmo Ronchetti, artigiano italiano (Pogliano Milanese, n. 1773 - Milano, † 1833)

## Avvocati(2)
- Anselmo Guerrieri Gonzaga, avvocato, giornalista e politico italiano (Mantova, n. 1819 - Palidano, † 1879)
- Anselmo Lorecchio, avvocato, giornalista e politico italiano (Pallagorio, n. 1843 - Roma, † 1924)

## Baritoni(1)
- Anselmo Colzani, baritono italiano (Budrio, n. 1918 - Milano, † 2006)

## Calciatori(10)
- Anselmo Aramberri, calciatore spagnolo (Deba, n. 1921 - Getxo, † 2000)
- Anselmo Bislenghi, calciatore italiano (Sesto San Giovanni, n. 1926 - Sesto San Giovanni, † 1984)
- Anselmo Cardoso, ex calciatore portoghese (Freiria, n. 1984)
- Anselmo Cerviño, calciatore argentino
- Anselmo Eyegue, calciatore equatoguineano (Malabo, n. 1990)
- Anselmo García MacNulty, calciatore irlandese (Siviglia, n. 2003)
- Anselmo Giorcelli, calciatore e allenatore di calcio italiano (Fontanetto Po, n. 1928 - Alessandria, † 2019)
- Anselmo Ramon, calciatore brasiliano (Camaçari, n. 1988)
- Anselmo Ribeiro, ex calciatore capoverdiano (n. 1974)
- Anselmo de Moraes, calciatore brasiliano (San Paolo, n. 1989)

## Cantanti(1)
- Anselmo Ralph, cantante angolano (Luanda, n. 1981)

## Cantautori(1)
- Anselmo Genovese, cantautore italiano (Camporosso, n. 1948)

## Cardinali(2)
- Anselmo di Lucca, cardinale e vescovo italiano (Milano - Mantova, † 1086)
- Anselmo Marzato, cardinale, arcivescovo cattolico e teologo italiano (Monopoli, n. 1557 - Frascati, † 1607)

## Cestisti(1)
- Anselmo López, cestista, allenatore di pallacanestro e dirigente sportivo spagnolo (Velayos, n. 1910 - Madrid, † 2004)

## Ciclisti su strada(1)
- Anselmo Fuerte, ex ciclista su strada spagnolo (Madrid, n. 1962)

## Dirigenti sportivi(1)
- Anselmo Robbiati, dirigente sportivo, allenatore di calcio e ex calciatore italiano (Lecco, n. 1970)

## Filosofi(1)
- Anselmo di Laon, filosofo e teologo francese (Laon - Laon, † 1117)

## Generali(1)
- Anselmo Doria del Maro, generale italiano (Torino, n. 1758 - Torino, † 1823)

## Giocatori di biliardo(1)
- Anselmo Berrondo, giocatore di biliardo uruguaiano (Durazno, n. 1920 - † 1985)

## Giocatori di football americano(1)
- Anselmo Brauer, ex giocatore di football americano brasiliano

## Giuristi(2)
- Anselmo Folengo, giurista italiano (Mantova, n. 1430 - Viadana, † 1497)
- Anselmo dall'Orto, giurista italiano (Milano, n. 1130)

## Ingegneri(1)
- Anselmo Ciappi, ingegnere, politico e docente italiano (Camporotondo di Fiastrone, n. 1868 - Roma, † 1936)

## Insegnanti(1)
- Anselmo Cessi, insegnante italiano (Castel Goffredo, n. 1877 - Castel Goffredo, † 1926)

## Matematici(1)
- Anselmo Bassani, matematico italiano (Villaverla, n. 1856 - Venezia, † 1911)

## Medici(2)
- Anselmo d'Incisa, medico italiano (Boasi - Genova)
- Anselmo Zurlo, medico e politico italiano (Crotone, n. 1925 - Roma, † 2015)

## Militari(1)
- Anselmo Durigon, militare italiano (Rigolato, n. 1912 - Nowo Postojalowka, † 1943)

## Monaci cristiani(1)
- Anselmo Fazio, monaco cristiano e compositore italiano (Castrogiovanni)

## Musicisti(2)
- Anselmo Bersano, musicista italiano (Genova, n. 1903 - Imperia, † 1998)
- Rosendo Mendizábal, musicista e compositore argentino (Buenos Aires, n. 1868 - Buenos Aires, † 1913)

## Nobili(4)
- Anselmo I di Savona, nobile italiano († 998)
- Anselmo I del Bosco, nobile italiano
- Anselmo di Nagold il Vecchio, nobile tedesco
- Anselmo di Nagold il Giovane, nobile tedesco († 1087)

## Notai(1)
- Anselmo Anselmi, notaio italiano (Viterbo, n. 1863 - Bagnaia, † 1943)

## Numismatici(1)
- Anselmo Banduri, numismatico, bizantinista e antiquario italiano (Ragusa di Dalmazia, n. 1671 - Parigi, † 1743)

## Partigiani(1)
- Anselmo Marchi, partigiano italiano (Lucca, n. 1920 - Belvedere Ostrense, † 1944)

## Patrioti(2)
- Anselmo Tommasi, patriota e politico italiano (Castel Goffredo, n. 1810 - Castel Goffredo, † 1891)
- Anselmo Vivanti, patriota italiano (Mantova, n. 1827 - Milano, † 1890)

## Pistard(1)
- Anselmo Citterio, pistard italiano (Desio, n. 1927 - Desio, † 2006)

## Pittori(5)
- Anselmo Ballester, pittore e illustratore italiano (Roma, n. 1897 - Roma, † 1974)
- Anselmo Bucci, pittore, incisore e scrittore italiano (Fossombrone, n. 1887 - Monza, † 1955)
- Anselmo Canera, pittore italiano (Verona)
- Anselmo Govi, pittore e decoratore italiano (Reggio Emilia, n. 1893 - † 1953)
- Anselmo Guazzi, pittore italiano († 1553)

## Politici(9)
- Anselmo Berlingeri, politico italiano (Crotone, n. 1852 - Crotone, † 1911)
- Anselmo Boldrin, politico e avvocato italiano (Campolongo Maggiore, n. 1921 - Mestre, † 2017)
- Anselmo Contu, politico e giurista italiano (Arzana, n. 1900 - Cagliari, † 1975)
- Anselmo Figueroa, politico e giornalista messicano (n. 1861 - Los Angeles, † 1915)
- Anselmo Gouthier, politico italiano (Roreto Chisone, n. 1933 - † 2015)
- Anselmo Guarraci, politico italiano (Agrigento, n. 1926 - Palermo, † 2000)
- Anselmo Marabini, politico italiano (Imola, n. 1865 - Imola, † 1948)
- Anselmo Martoni, politico, partigiano e sindacalista italiano (Conselice, n. 1921 - Molinella, † 2002)
- Anselmo Pucci, politico e sindacalista italiano (Palaia, n. 1923 - Pisa, † 1998)

## Principi(1)
- Anselmo Francesco di Thurn und Taxis, principe (Bruxelles, n. 1681 - Bruxelles, † 1739)

## Pugili(1)
- Anselmo Moreno, pugile panamense (El Martillo, n. 1985)

## Registi(1)
- Anselmo Duarte, regista, sceneggiatore e attore brasiliano (Salto, n. 1920 - San Paolo, † 2009)

## Religiosi(1)
- Anselmo da Bologna, religioso e diplomatico italiano (Bologna - Grazie, † 1515)

## Retori(1)
- Anselmo di Besate, retore italiano (Milano)

## Scrittori(1)
- Anselmo Roveda, scrittore italiano (Genova, n. 1972)

## Scultori(1)
- Anselmo da Campione, scultore italiano (Campione d'Italia)

## Sollevatori(1)
- Anselmo Silvino, ex sollevatore italiano (Teramo, n. 1945)

## Storici(1)
- Anselmo Micotti, storico italiano (Camporgiano, n. 1630 - † 1695)

## Teologi(2)
- Anselmo d'Aosta, teologo, filosofo e arcivescovo cattolico franco (Aosta - Canterbury, † 1109)
- Anselmo Botturnio, teologo italiano (Castel Goffredo, n. 1470 - Vicenza, † 1530)

## Vescovi(2)
- Anselmo I, vescovo francese (Aosta, † 1026)
- Anselmo di Bomarzo, vescovo italiano (Bomarzo - Bomarzo)

## Vescovi cattolici(7)
- Anselmo, vescovo cattolico italiano († 1173)
- Anselmo Cattich, vescovo cattolico dalmata (Janesice, n. 1715 - Čepikuće, † 1792)
- Anselmo Fauli, vescovo cattolico italiano (Prato, n. 1817 - Campi Bisenzio, † 1876)
- Anselmo de la Peña, vescovo cattolico spagnolo (San Xoán de Cabanelas, n. 1645 - Caltanissetta, † 1729)
- Anselmo Polanco Fontecha, vescovo cattolico spagnolo (Buenavista de Valdavia, n. 1881 - Pont de Molins, † 1939)
- Anselmo Rizzi, vescovo cattolico italiano (Ponteterra, n. 1874 - Adria, † 1934)
- Anselmo Evangelista Sansoni, vescovo cattolico italiano (Terranuova Bracciolini, n. 1859 - Cefalù, † 1921)

## Senza attività specificata(1)
- Anselmo della Gherardesca (Pisa, † 1289)